# Исаев, Анатолий Алексеевич
Анатолий Алексеевич Исаев (1939—2007) — доктор географических наук, заведующий Метеорологической обсерваторией МГУ, известный отечественный климатолог.

## Биография
Анатолий Алексеевич Исаев родился 11 февраля 1939 года в селе Кремлево Рязанской области. Впоследствии переехал с родителями и всей семьей в Павелец, где вырос и окончил среднюю школу.
Вся его трудовая жизнь была связана с гидрометеорологией. Он окончил кафедру метеорологии и климатологии географического факультета МГУ в 1961 г. С 1961 по 1965 г.
Анатолий Алексеевич участвовал в плаваниях на парусных кораблях «Крузенштерн» и «Седов», где проводил гидрометеорологические измерения. Впоследствии он работал в Институте экспериментальной метеорологии, в НИИ аэроклиматологии, во ВНИИГМИ-МЦД, а с 1977 г. — на кафедре метеорологии и климатологии географического факультета МГУ.
В 1972 г. А. А. Исаев защитил кандидатскую, в 1990 г. докторскую диссертацию на тему «Климатические характеристики осадков над СССР по данным наземных и спутниковых наблюдений». С 1989 г. по 2007 г. он заведующий Метеорологической обсерваторией МГУ.
А. А. Исаев был лауреатом премии имени А. И. Воейкова Госкомгидромета СССР, имел государственные награды, участвовал в работе многих ученых и экспертных советов.
Анатолий Алексеевич был талантливым и разносторонним климатологом с широким кругом научных интересов. Им осуществлены фундаментальные исследования закономерностей полей статистических характеристик атмосферных осадков на территории СССР, разработан оригинальный метод сверхдолгосрочных прогнозов погоды, досконально изучены современные тенденции в изменении климата Центрального района России, а также особенности климата большого города.
А. А. Исаев создал в МГУ новый учебный курс экологической климатологии. Научные монографии и учебные пособия, написанные Анатолием Алексеевичем, стали настольными книгами целого поколения отечественных климатологов. Широко известны научной общественности «Статистика в метеорологии и климатологии», «Атмосферные осадки», «Экологическая климатология» и другие труды А. А. Исаева. Под его руководством коллективом Метеорологической обсерватории МГУ создан «Справочник эколого-климатических характеристик г. Москвы» в двух томах, а сама обсерватория стала крупным и признанным центром экспериментальных исследований атмосферы и климата Москвы.